# Eugene Whelan
Eugène Francis « Gene » Whelan  (né le 11 juillet 1924 et décédé le 19 février 2013) est un homme politique canadien, siégeant à la Chambre des communes de 1962 à 1984 et au Sénat de 1996 à 1999. Il est également ministre de l'Agriculture sous Pierre Trudeau de 1972 à 1984 et devint l'un des hommes politiques les plus connus du Canada. Au cours de sa carrière, il, aidera le Canada à devancer le président américain Richard Nixon dans l'« ouverture » de la Chine et jouera un rôle catalyseur dans la chute du rideau de fer et la fin de la guerre froide.

## Biographie

### Enfance et études
Eugene Whelan naît à Amherstburg, en Ontario, au milieu de neuf enfants nés des agriculteurs irlando-canadiens Charles B. Whelan et Frances L. Kelly,. Il fait ses études à Windsor et à Walkerville. Après avoir été agriculteur, il devient directeur et président de la Harrow Farmer's Co-operative, siège aux conseils d'administration de United Co-operatives of Ontario et de la Co-operators Insurance Company, et a été membre fondateur de l'Ontario Wheat Producers' Marketing Board et de la Fédération de l'agriculture de l'Ontario.

### Carrière politique
Whelan remporte son premier siège à la Chambre des communes lors des élections de 1962, représentant la circonscription d'Essex, dans le sud-ouest de l'Ontario, et l'a conservé jusqu'à sa retraite en 1984.  
En 1972, Whelan est nommé ministre de l'Agriculture dans le cabinet de Pierre Trudeau et occupe ce poste jusqu'à la retraite de Trudeau en 1984, sauf pendant le gouvernement de Joe Clark de 1979 à 1980.
Son chapeau Stetson vert devient célèbre, et Whelan est considéré comme un ardent défenseur du secteur agricole. En tant que ministre, Whelan promeut l'extension des offices nationaux de commercialisation  —  mis en œuvre pour la première fois avec la création de la Commission canadienne du lait en 1970  —  pour les œufs en 1972, la dinde en 1974 et le poulet en 1978. Ceux-ci sont placés sous la supervision du Conseil national des produits agricoles. Il réussit à convaincre le gouvernement canadien d'accroître son soutien aux agriculteurs, grâce à des modifications à la Loi sur la stabilisation du prix des produits agricoles et à l'introduction de la Loi sur la stabilisation du prix du grain de l'Ouest. En 1977, la Loi sur les paiements anticipés pour les récoltes est adoptée,  qui garantissait des prêts aux producteurs exigeant des paiements anticipés pour les cultures périssables. Il ouvre les marchés de l’ Union soviétique au blé canadien et établit une législation pour protéger les producteurs de fruits et légumes contre les faillites des transformateurs. Il restreint également les pouvoirs de la Commission canadienne du blé, autorisant le commerce des céréales fourragères par le secteur privé et le mouvement interprovincial des aliments pour animaux.
Whelan se présente pour succéder à Trudeau lors du congrès à la direction du Parti libéral de 1984, mais il est arrivé dernier. En 1996, Whelan est nommé au Sénat par Jean Chrétien et y siège jusqu'à ce qu'il atteigne l'âge de la retraite obligatoire de 75 ans en 1999.

## Nominations internationales
Il est président du Conseil mondial de l'alimentation des Nations Unies de 1983 à 1985. Whelan estmé ambassadeur du Canada auprès de l'Organisation des Nations unies pour l'alimentation et l'agriculture (FAO) à Rome  Le chef du Parti progressiste-conservateur du Canada Brian Mulroney promet d'annuler cette nomination s'il devenait premier ministre. Mulroney remporte les élections de 1984 et rappelle Whelan comme l'un de ses premiers actes de fonction.

## Vie personnelle
En 1960, Whelan épouse Elizabeth Pollinger et ils ont trois filles. Une de ses filles, Susan, se lance en politique 'est lancée en politique et est élue à la Chambre des communes en 1993 dans l'ancienne circonscription de son père. Il décède à son domicile d'Amherstburg le 19 février 2013, des suites de complications liées à une maladie cardiaque et à un cancer du côlon,,

## Autres faits
En 1984, la sous-station pédologique de Woodslee du Centre de recherche sur les cultures de serre et de transformation d'Agriculture et Agroalimentaire Canada, située à Woodslee, en Ontario, est rebaptisée Ferme expérimentale de l'honorable Eugene F. Whelan. 
Il existe un fonds Eugene F. Whelan à Bibliothèque et Archives Canada.